# Pérola d'Oeste
Pérola d'Oeste är en kommun i Brasilien.   Den ligger i delstaten Paraná, i den södra delen av landet, 1 300 km sydväst om huvudstaden Brasília. Antalet invånare är 6 764. Arean är 206 kvadratkilometer.
Terrängen i Pérola d'Oeste är platt åt nordväst, men åt sydost är den kuperad.
Trakten runt Pérola d'Oeste består till största delen av jordbruksmark. Runt Pérola d'Oeste är det ganska glesbefolkat, med 34 invånare per kvadratkilometer.